# Europamesterskaberne i amatørboksning 1979
Europamesterskaberne i amatørboksning 1979 blev afviklet fra den 5. til den 12. maj 1979 i Köln i Vesttyskland. Det var 23. gang, der blev afholdt EM for amatørboksere. Turneringen blev arrangeret af den europæiske amatørbokseorganisation EABA. Der deltog 146 boksere fra 23 lande.
Bedste nation blev Sovjetunionen, der opnåede 7 guld, 1 sølv og 2 bronze i de 12 vægtklasser. Østblokkens boksere dominerede massivt turneringen, og ingen boksere fra Vesteuropa nåede finalerne. Danmark opnåede ingen medaljer.
For første gang siden mesterskaberne i 1969 blev der introduceret en ny vægtklasse, idet supersværvægt (+91 kg) kom på programmet. Turneringen omfattede således for første gang i alt 12 vægtklasser.

## Danske deltagere
Danmark stillede med tre deltagere til turneringen, Kjeld Jensen i fluevægt, Ole Svendsen i weltervægt og Ulf Terkildsen i mellemvægt. Alle tre tabte deres første kamp.

## Medalvindere
| Event                           | Guld                            | Sølv                           | Bronze                                                          |
| ------------------------------- | ------------------------------- | ------------------------------ | --------------------------------------------------------------- |
| Letfluevægt (– 48 kilogram)     | Sjamil Sabirov Sovjetunionen    | Dietmar Geilich DDR            | András Rózsa Ungarn Georgi Georgiev Bulgarien                   |
| Fluevægt (– 51 kilogram)        | Henryk Średnicki Polen          | Daniel Radu Rumænien           | Alexandr Dugarov Sovjetunionen Frank Kegebein DDR               |
| Bantamvægt (– 54 kilogram)      | Nikolaj Khraptsov Sovjetunionen | Dimitar Pekhlivanov Bulgarien  | Georg Vlachos Vesttyskland Philip Sutcliffe Irland              |
| Fjervægt (– 57 kilogram)        | Viktor Rybakov Sovjetunionen    | Chacho Andreykovski Bulgarien  | Kazimierz Przybylski Polen Carlo Russollilo Italien             |
| Letvægt (– 60 kilogram)         | Viktor Demjanenko Sovjetunionen | Rene Weller Vesttyskland       | Ilie Dragomir Rumænien Richard Nowakowski DDR                   |
| Letweltervægt (– 63,5 kilogram) | Serik Konakbayev Sovjetunionen  | Patrizio Oliva Italien         | Caroly Hajnal Rumænien Karl-Heinz Krueger DDR                   |
| Weltervægt (– 67 kilogram)      | Ernst Müller Vesttyskland       | Sreten Mirković Jugoslavien    | Ion Budusan Rumænien Kalevi Kosunen Finland                     |
| Letmellemvægt (– 71 kilogram)   | Miodrag Perunović Jugoslavien   | Viktor Savtjenko Sovjetunionen | Rostislav Osička Tjekkoslovakiet Markus Intlekofer Vesttyskland |
| Mellemvægt (– 75 kilogram)      | Tarmo Uusivirta Finland         | Valentin Silaghi Rumænien      | Manfred Gebauer DDR Laszlo Pem Ungarn                           |
| Letsværvægt (– 81 kilogram)     | Albert Nikoljan Sovjetunionen   | Tadija Kačar Jugoslavien       | Paweł Skrzecz Polen Giorgica Donici Rumænien                    |
| Sværvægt (– 91 kilogram)        | Jevgenij Gorstkov Sovjetunionen | Werner Kohnert DDR             | Roger Andersson Sverige Ion Cernat Rumænien                     |
| Supersværvægt (+ 91 kilogram)   | Peter Hussing Vesttyskland      | Ferenc Somodi Ungarn           | Jürgen Fanghänel DDR Khoren Indzheyan Sovjetunionen             |

## Medalfordeling nationer
*   Værtsnation ( Vesttyskland)
| Rank               | Nation                | Guld | Sølv | Bronze | Total |
| ------------------ | --------------------- | ---- | ---- | ------ | ----- |
| 1                  | Sovjetunionen (URS)   | 7    | 1    | 2      | 10    |
| 2                  | Vesttyskland (FRG)*   | 2    | 1    | 2      | 5     |
| 3                  | Jugoslavien           | 1    | 2    | 0      | 3     |
| 4                  | Polen (POL)           | 1    | 0    | 2      | 3     |
| 5                  | Finland (FIN)         | 1    | 0    | 1      | 2     |
| 6                  | DDR (GDR)             | 0    | 2    | 5      | 7     |
| 6                  | Rumænien (ROU)        | 0    | 2    | 5      | 7     |
| 8                  | Bulgarien (BUL)       | 0    | 2    | 1      | 3     |
| 9                  | Ungarn (HUN)          | 0    | 1    | 2      | 3     |
| 10                 | Italien (ITA)         | 0    | 1    | 1      | 2     |
| 11                 | Irland (IRL)          | 0    | 0    | 1      | 1     |
| 11                 | Sverige (SWE)         | 0    | 0    | 1      | 1     |
| 11                 | Tjekkoslovakiet (TCH) | 0    | 0    | 1      | 1     |
| Total (13 nations) | Total (13 nations)    | 12   | 12   | 24     | 48    |

## Notable deltagere, der senere blev professionelle
- Anders Eklund (Sverige), der som professionel boksede flere af sine kampe i Danmark, og bl.a. vandt EM i sværvægt to gange; første gang med en knockoutsejr over Steffen Tangstad og anden gang med en knckoutsejr Alfredo Evangelista, begge gang i K.B. Hallen i København
- Patrizio Oliva (Italien), der senere vandt OL-guld ved OL i Moskva og som professionel vand EM i letweltervægt og i weltervægt og vandt VM i letweltervægt (WBA).
- Rene Weller (Vesttyskland), der som professionel blev europamester, og senere satte titlen på spil mod Gert Bo Jacobsen i Wellers eneste nederlag i sin professionelle karriere
- Tarmo Uusivirta (Finland), der som professionel boksede enkelte af sine kampe i Danmark, og som opnåede en EM-kamp og titlen i supermellemvægt.